# Massenstart

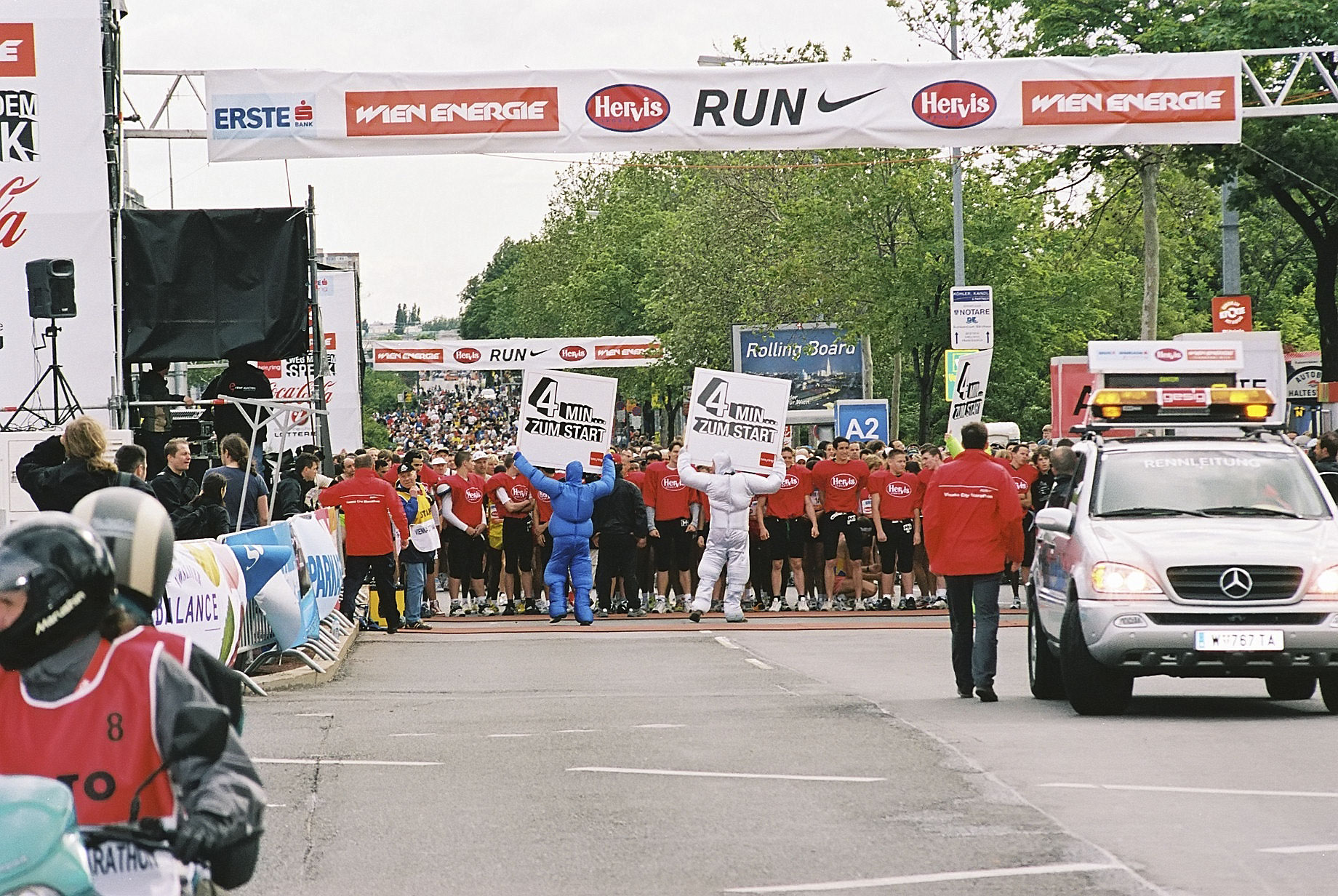
Massenstart beim Vienna City-Marathon 2004

Als Massenstart wird im Sport die Art des Starts bezeichnet, bei der alle Teilnehmer am Start Aufstellung nehmen und gleichzeitig starten. Das Gegenstück dazu bildet beispielsweise der Start beim Zeitfahren im Radsport oder die Durchführung von Einzelstart-Wettbewerben im Skilanglauf. Dort werden die Teilnehmer in bestimmten zeitlichen Abständen auf die Strecke geschickt. Ein weiteres Gegenstück ist der paarweise oder Quartettstart beim Eisschnelllauf.
Wettbewerbe im Massenstart bieten eine größere Vielzahl taktischer Möglichkeiten, da die Sportler sich unmittelbar körperlich begegnen und sich ständig im direkten Vergleich befinden. In schnellen Sportarten wie dem Radsport oder dem Eisschnelllauf tritt zudem im Ablauf ein stärker variierender Luftwiderstand auf.
Verwendet wird der Begriff lediglich bei Sportarten, bei denen es sowohl Einzel- als auch Massenstarts gibt, aber auch nur dann, wenn der Massenstart nicht die weitaus üblichere Form ist, wie etwa im Straßenradsport. Im Biathlon wird damit auch eine Disziplin bezeichnet.